# Alfred Adewale Martins
Alfred Adewale Martins (Abeokuta, 1º giugno 1959) è un arcivescovo cattolico nigeriano, dal 25 maggio 2012 arcivescovo metropolita di Lagos.

## Biografia

### Formazione
Alfred Anthony Adewale Martins è nato il 1º giugno 1959 al Secret Heart Hospital di Abeokuta, nello Stato federato di Ogun, nel sudovest della Nigeria. Proveniente da una famiglia devota di fede cattolica, è il terzo figlio, secondo maschio, di Gregory Obasola e Victoria Oluremi Martins, entrambi insegnati oriundi dei vicini villaggi di Ake e Ljemo. Ha ricevuto l'educazione primaria presso la St. Augustine's Roman Catholic Mission School nella città natia, dove ha imparato a leggere e scrivere.
Dopo la scuola elementare, è stato ammesso al Seminario minore di St. Theresa nella zona di Oke-Are, ad Ibadan, dove ha compiuto gli studi secondari dal 1971 al 1976. Durante questo periodo, il motto del seminario, Ad altare Dei, sembra aver lasciato una profonda impressione nella mente del giovane Alfred, mentre cercava di discernere l'autenticità della chiamata al sacerdozio. Alla fine del percorso nel Seminario minore, il giovane "Dewale", come era affettuosamente chiamato allora, ha manifestato la sua intenzione di continuare il cammino verso il sacerdozio nel Seminario maggiore, sotto l'egida dell'arcidiocesi di Lagos. Nel 1976, è stato quindi ammesso al Seminario SS. Peter and Paul nel quartiere di Bodija, sempre ad lbadan.
Durante questa fase, ha anche conseguito il diploma in Scienze religiose presso l'Università di Ibadan, nel 1978, e la laurea in teologia presso la Pontificia Università Urbaniana a Roma, nel 1983. In classe, il giovane seminarista Alfred ha mostrato grande maturità nell'apprendimento, con un atteggiamento tranquillo e riflessivo che ha sorpreso molti docenti; sul campo da gioco, ha esibito grandi abilità nel gioco del basket; nella preghiera e nella liturgia ha mostrato grande propensione per la crescita positiva, stabilendo ottime relazioni interpersonali. Grazie a queste qualità, unite alla capacità di leadership, ha conquistato la fiducia della direzione formativa del Seminario, ed è stato nominato prefetto maggiore, un primus inter pares per la sessione accademica 1982/1983, laureandosi con il massimo dei voti in teologia.
Assieme con sette dei suoi compagni di classe, popolarmente conosciuti come "la classe di otto", il 19 febbraio 1983 è stato ordinato diacono nella cattedrale di Santa Croce, per imposizione delle mani di monsignor Anthony Olubunmi Okogie, arcivescovo metropolita di Lagos e futuro cardinale. In seguito, ha ricevuto l'ordinazione sacerdotale il 18 settembre dello stesso anno, sempre per mano di monsignor Okogie.

### Ministero sacerdotale
Poco dopo l'ordinazione, gli è stato assegnato il primo incarico pastorale come assistente amministratore nella cattedrale di Santa Croce dall'ottobre 1983 all'agosto 1984. Successivamente è stato trasferito al St. Gregory's College di Obalende, a Lagos, dove ha lavorato come insegnante e cappellano dal settembre 1984 al settembre 1986; contemporaneamente, ha servito come sacerdote incaricato della Chiesa di Santa Teresa nel quartiere di Maroko, nonché cappellano dell'Holy Child College di Obalende. È stato poi trasferito presso il Seminario maggiore SS. Peter and Paul, di cui egli stesso era stato studente, per assistere alla formazione di futuri sacerdoti come assistente laureato nel settembre 1986, tenendo corsi presso il Dipartimento di filosofia.
Padre Martins ha svolto numerosi incarichi nella comunità del Seminario: economo, dal 1988 al 1994; cancelliere e contemporaneamente segretario del Comitato per le nomine e le promozioni fino al 1996. Per arricchire ulteriormente le sue conoscenze nel campo della specializzazione, ha ottenuto l'ammissione all'Università di St. Andrews, in Scozia, dove ha conseguito un master in Lettere e filosofia nel 1997. Si è poi iscritto al programma di dottorato dell'Università di Edimburgo. Aveva appena presentato il tema della sua ricerca quando è stato elevato all'episcopato.

### Ministero episcopale

#### Vescovo di Abeokuta
Il 24 novembre 1997, promulgando la bolla Cum ad aeternam, papa Giovanni Paolo II ha eretto la nuova diocesi di Abeokuta, scorporando il territorio dall'arcidiocesi di Lagos; contestualmente, ha nominato come primo vescovo padre Martins, che all'età di appena trentotto anni è divenuto uno dei vescovi più giovani al mondo. Ha ricevuto la consacrazione episcopale il 24 gennaio 1998 all'MKO Abiola International Stadium di Abeokuta, per imposizione delle mani di monsignor Carlo Maria Viganò, arcivescovo titolare di Ulpiana e nunzio apostolico in Nigeria, assistito dai co-consacranti monsignori Anthony Olubunmi Okogie, arcivescovo metropolita di Lagos, e Albert Ayinde Fasina, vescovo di Ijebu-Ode; ha preso possesso della sede durante la stessa celebrazione. Come suo motto episcopale, il neo vescovo ha scelto Called to serve in love, che tradotto vuol dire "Chiamato a servire nell'amore".
Al momento della creazione, la nuova diocesi aveva solo nove parrocchie ed otto sacerdoti incardinati. Grazie al suo impegno ed all'organizzazione, durante l'episcopato di monsignor Martins, il numero dei sacerdoti è salito a 47, di cui 38 incardinati nella diocesi; allo stesso modo, le parrocchie sono aumentate al numero di 32. Sotto la sua guida, Abeokuta è diventata la diocesi con la più rapida crescita di tutta la Nigeria. Lo stesso vale per quanto riguarda le cure sanitarie, con l'istituzione del secondo Ospedale del Sacro Cuore ad Aiyetoro e delle cliniche sanitarie primarie in molte parrocchie della diocesi. L'Ospedale del Sacro Cuore di Lantoro ha continuato ad essere un importante fornitore di assistenza sanitaria per la popolazione crescente dello Stato di Ogun ed oltre. Il settore dell'istruzione è stato inoltre potenziato dall'istituzione, da parte del vescovo Martins, del Sacred Heart Catholic College di Abeokuta nel 1999, e del St. Patrick’s Catholic College di lmeko nel 2006. Inoltre, il vescovo è riuscito a far tornare diverse scuole secondarie in seno alla diocesi nel 2009:St. Peter’s College, Olomore Abeokuta e Catholic Comprehensive High School.
Durante i quattordici anni del suo ministero episcopale ad Abeokuta, il vescovo Martins ha svolto degli incarichi importanti anche in seno alla Conferenza dei Vescovi Cattolici della Nigeria (CBCN), venendo eletto segretario aggiunto per due mandati, dal 2002 al 2008, e divenendo segretario dello stesso organo per altri due mandati, tra il 2008 ed il 2012; è stato presidente della Commissione episcopale per l'Ecumenismo della CBCN dal 1999 al 2008 e copresidente della Commissione anglicano-cattolica nigeriana dal 2001 al 2008.
Il 19 aprile 2002, assieme ad alcuni membri dell'episcopato nigeriano, si è recato in visita ad limina apostolorum in Vaticano, per parlare con papa Wojtyła della situazione e dei problemi relativi alla sua diocesi. Il 5 febbraio 2009 ha ripetuto nuovamente la visita, incontrando papa Ratzinger. La CBCN lo ha eletto anche come delegato della Chiesa nigeriana alla II Assemblea speciale per l'Africa del Sinodo dei vescovi, svoltasi a Roma dal 4 al 25 ottobre dello stesso anno.

#### Arcivescovo di Lagos
Il 25 maggio 2012, papa Benedetto XVI lo ha nominato, una settimana prima che compisse cinquantatré anni, come nuovo arcivescovo metropolita di Lagos; è succeduto al cardinale Anthony Olubunmi Okogie, dimissionario per raggiunti limiti d'età. Il 29 giugno seguente, giorno della solennità dei Santi Pietro e Paolo, si è recato presso la basilica di San Pietro in Vaticano, dove il pontefice gli ha imposto il pallio, simbolo di comunione tra la Santa Sede ed il metropolita. Ha preso possesso dell'arcidiocesi, nella cattedrale di Santa Croce a Lagos il 4 agosto dello stesso anno, alla presenza di monsignor Augustine Kasujja, arcivescovo titolare di Cesarea di Numidia e  nunzio apostolico in Nigeria. Il 26 aprile 2018, monsignor Martins si è recato per la terza volta in Vaticano per la visita ad limina apostolorum, incontrando papa Francesco.
Monsignor Martins ha sempre avuto molto a cuore la situazione del proprio Paese, ad esempio riguardo alle tensioni secessioniste di alcuni gruppi; a tal proposito, nel settembre 2017 ha dichiarato che "Il nostro governo a tutti i livelli deve ascoltare ciò che la gente sta dicendo, le sue preoccupazioni e prenderle sul serio garantendo che queste siano soddisfatte, altrimenti la richiesta di secessione continuerà. Qualunque cosa accada, ci deve essere un cambiamento nel modo in cui amministriamo il paese in questo momento in modo tale che più persone possano sentire un senso di appartenenza e di essere meno emarginati".
La situazione religiosa della Nigeria è piuttosto complicata, con la parte settentrionale a maggioranza musulmana ed il sud cattolico, per cui gli scontri tra i due gruppi sono molto frequenti, come quando, durante la Pasqua 2018, il presidente nigeriano Muhammadu Buhari, di religione islamica, ha fissato la visita a Lagos, mettendo i cattolici in una "situazione difficile, privandoli del loro diritto di adorare", come ha lamentato monsignor Martins. Altro problema riguarda i frequenti attacchi terroristici di Boko Haram, la cui sconfitta è stata uno dei principali obiettivi sfruttati dal presidente Buhari per vincere le elezioni del 2015 e del 2019, i quali continuano a rapire ed uccidere cristiani.
In un'intervista rilasciata in prossimità del compimento dei sessant'anni, nel 2019, monsignor Martins ha affrontato vari argomenti, parlando della propria infanzia e della scelta di intraprendere la via del sacerdozio, nonché della situazione politica della Nigeria, affermando che "Il dono più grande che ho ricevuto è stato il dono della fede di Dio". I festeggiamenti, iniziati il 27 maggio e terminati il 1º giugno, lo hanno visto impegnarsi con le case degli orfani gestite dalle "Sorelle di Madre Teresa", mangiando e pregando insieme; si è recato anche nel vicino ospizio per interagire con gli anziani. L'ultimo giorno, le cerimonie si sono chiuse con una celebrazione di ringraziamento nella cattedrale.

## Genealogia episcopale e successione apostolica
La genealogia episcopale è:
- Cardinale Scipione Rebiba
- Cardinale Giulio Antonio Santori
- Cardinale Girolamo Bernerio O.P.
- Arcivescovo Galeazzo Sanvitale
- Cardinale Ludovico Ludovisi
- Cardinale Luigi Caetani
- Cardinale Ulderico Carpegna
- Cardinale Paluzzo Paluzzi Altieri degli Albertoni
- Papa Benedetto XIII
- Papa Benedetto XIV
- Papa Clemente XIII
- Cardinale Enrico Benedetto Stuart
- Papa Leone XII
- Cardinale Chiarissimo Falconieri Mellini
- Cardinale Camillo Di Pietro
- Cardinale Mieczysław Halka Ledóchowski
- Cardinale Jan Maurycy Paweł Puzyna de Kosielsko
- Arcivescovo Józef Bilczewski
- Arcivescovo Bolesław Twardowski
- Arcivescovo Eugeniusz Baziak
- Papa Giovanni Paolo II
- Arcivescovo Carlo Maria Viganò
- Arcivescovo Alfred Adewale Martins

La successione apostolica è:
- Vescovo Peter Kayode Odetoyinbo (2014)
- Vescovo Francis Obafemi Adesina (2019)